# Incontri internazionali di rugby a 15 di metà anno 1988
A metà anno è tradizione che le selezioni di "rugby a 15", europee in particolare, ma non solo, si rechino fuori dall'Europa o nell'emisfero sud per alcuni test. Si disputano però anche molti incontri tra nazionali dello stesso emisfero Sud.

## I Tour "Down Under"
- L'Irlanda invia una squadra sperimentale in tour in Francia. Nonsaranno disputati test ufficiali

- La Scozia invia una squadra sperimentale in tour in Zimbabwe dove ottiene due facili vittorie.

| Bulawayo 21 maggio 1988 | Zimbabwe | 10 – 31 | Scozia XV |  |

| Harare 28 maggio 1988 | Zimbabwe | 7 – 34 | Scozia XV |  |

- Il Galles si reca in Nuova Zelanda, dove patisce due pesanti sconfitte con gli All Blacks.

| Christchurch 28 maggio 1988 | Nuova Zelanda | 52 – 3 | Galles |  |

| Auckland 11 giugno 1988 | Nuova Zelanda | 54 – 9 | Galles | (Eden Park) |

- L'Inghilterra si reca in Australia e Figi perdendo entrambe le sfide con i Wallabies, vincendo solo con Figi

| Brisbane 29 1988 | Australia | 22 – 16 | Inghilterra | Ballymore Oval |

| Sydney 12 1988 | Australia | 28 – 8 | Inghilterra | Concord Oval |

| Suva 17 1988 | Figi | 12 – 25 | Inghilterra | National Stadium |

- La Francia invia la propria squadra in Sud America dove centra una vittoria e una sconfitta con l'Argentina

| Buenos Aires 18 giugno 1988 | Argentina | 15 – 18 | Francia | Vélez Sársfield |

| Buenos Aires 25 giugno 1988 | Argentina | 18 – 6 | Francia | Vélez Sársfield |

| Asunción 27 giugno 1988 | Paraguay | 12 – 106 | Francia |  |

- Anche il piccolo Belgio visita il Sudamerica:

| Buenos Aires 17 agosto 1988 | Buenos Aires | 46 – 3 | Belgio XV | Gen. Belgrano |

| Neuquen 21 agosto 1988 | Un. Alto valle de Rio negro | 18 – 16 | Belgio XV |  |

| Santiago del Cile 25 agosto 1988 | Union de Santiago | 23 – 12 | Belgio XV |  |

| Salta 28 agosto 1988 | Union de Salta | 19 – 12 | Belgio XV |  |

| Resistencia 31 agosto 1988 | Union del Noreste | 31 – 13 | Belgio XV |  |

| Montevideo 3 settembre 1988 | Uruguay | 39 – 13 | Belgio |  |

## Le squadre dell'emisfero sud si confrontano
- Le Figi si recano in Nuova Zelanda (nessun test) e Tonga (un pareggio)

| Nuku'alofa 2 luglio 1988 | Tonga | 16 – 16 | Figi |  |

- La Nuova Zelanda si reca in Australia, dove conquista 2 vittorie ed un pareggio con l'Australia. Nel frattempo la selezione del Divisional XV si reca nel sud del Pacifico.

| Sydney 3 luglio 1988 | Australia | 7 – 32 | Nuova Zelanda | (Concord Oval) |

| Brisbane 16 luglio 1988 | Australia | 19 – 19 | Nuova Zelanda | (Ballymore Oval) |

| Sydney 30 luglio 1988 | Australia | 9 – 30 | Nuova Zelanda | (Concord Oval) |

| Rarotonga ottobre 1988 | Isole Cook | 9 – 54 | NZ Divisional XV |  |

| Rarotonga 15 ottobre 1988 | Isole Cook | 6 – 9 | NZ Divisional XV |  |

| Nuku 22 ottobre 1988 | Tonga | 8 – 25 | NZ Divisional XV |  |

- La selezione di Tonga si reca nelle isole Figi

| Nadi 8 ottobre 1988 | Figi | 17 – 3 | Tonga |  |

## Altri test
| Bruxelles 12 marzo 1988 | Belgio | 14 – 7 | Galles (Distretti) |  |

| Londra 18 marzo 1988 | Inghilterra A | 31 – 6 | Spagna | (Twickenham) |

| Frameries 31 marzo 1988 | Francia Militare | 52 – 12 | Belgio |  |

| Arezzo 2 aprile 1988 | Italia U21 | 30 – 4 | Svezia |  |

| Suva 23 aprile 1988 | Figi XV | 29 – 10 | New Sotuh Wales |  |

| Suva 30 aprile 1988 | Figi XV | 34 – 9 | Queensland |  |

| Nuku'alofa 7 maggio 1988 | Figi XV | 7 – 27 | Auckland |  |

| Apia 28 maggio 1988 | Figi XV | 72 – 0 | Hawaii |  |

| Saranac Lake 11 giugno 1988 | Stati Uniti | 28 – 16 | Canada |  |

| Auckland giugno 1988 | New Zealand Univ. | 19 – 37 | New Zealand Māori |  |